# Hans II. Glockengießer
Hans II. Glockengießer (* etwa 1444 in Nürnberg; † 14. Juli 1521 vermutlich in Nürnberg) war ein deutscher Glockengießer.
Glockengießer war der Sohn von Konrad Glockengießer (1410–1486) und von Catharina Sternecker (1419–1469). Seine Großeltern väterlicherseits waren Hans I. Glockengießer und Ursula Notzheimer.
Glockengießer stellte vermutlich die Lehmform für den Globus von Martin Behaim her. Von 1486 bis 1521 wohnte er im Haus zum Glockenstuhl. Nach dem Tod seines Bruders Andreas 1480 übernahm er das Haus und die väterliche Gießhütte.
1497 war er Gassenhauptmann für den Lorenzer Graben. Von 1502 bis 1521 war er Genannter.
Im Reichssteuerregister wurde er unter den vermögenden Leuten aufgeführt.
Er wurde in der Kirche von Röthenbach bei Sankt Wolfgang bestattet.

## Glocken (Auswahl)
- 1507: Betzenheim